# Château de Bourg-Charente
Le château de Bourg-Charente actuel a été construit à partir de 1607 sur le promontoire rocheux qui domine la Charente sur la commune de Bourg-Charente en amont de Cognac pour remplacer une forteresse détruite.

## Historique
En 1262, la terre de Bourg appartient déjà à la famille Ollivier. En 1363 messire Ollivier, baron de Bourg, rend hommage au prince de Galles, le remariage d'Aliénor d'Aquitaine ayant fait le château de Bourg-Charente possession anglaise.
Il est passé ensuite aux familles Bragier, Gouffier, Pons de Pons, au comte de Miossens (seigneur de Pons et gouverneur de Guyenne).
Le château actuel a été construit par Pons de Pons, pour remplacer le château fort détruit par le maréchal de Sancerre en essayant de le reprendre aux Anglais[réf. nécessaire]. François Michel Claude Benoît Le Camus de Néville, époux de l'héritière du château Thérèse Rambaud, en fut le dernier seigneur.
En 1921, il est racheté par la famille Marnier-Lapostolle pour y installer ses chais de cognac nécessaire à l'élaboration du Grand Marnier. Depuis 2012, on y trouve également les alambics utilisés pour la distillation des oranges amères entrant dans la recette des liqueurs Grand Marnier[réf. nécessaire].

## Architecture

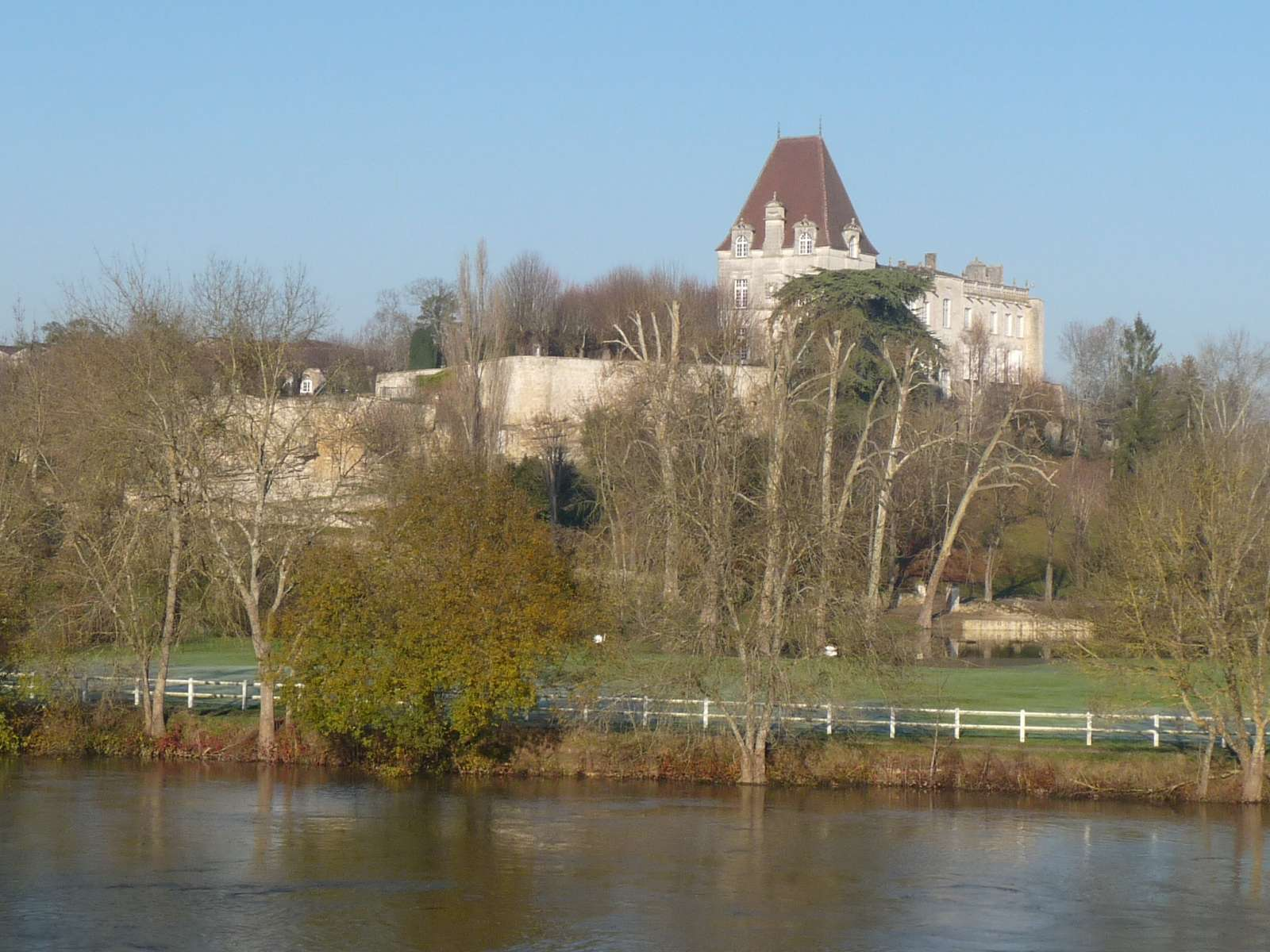
Le château de Bourg et la Charente en hiver

Du château et de sa chapelle situés à cet emplacement en 1264 et détruits en 1378, il est possible qu'il reste le fossé et un morceau de tour au nord-ouest.
Le pavillon sud a été remonté au XIXe siècle.
Le logis principal, rectangulaire, est surmonté d'une balustrade et flanqué d'un pavillon à très haut toit pyramidal. 
L'aile en retour d'équerre a des créneaux ornés de cartouches prises au château de Bouteville. La cheminée monumentale vient aussi de ce château.
Du château, la vue sur la Charente et sa vallée est remarquable.

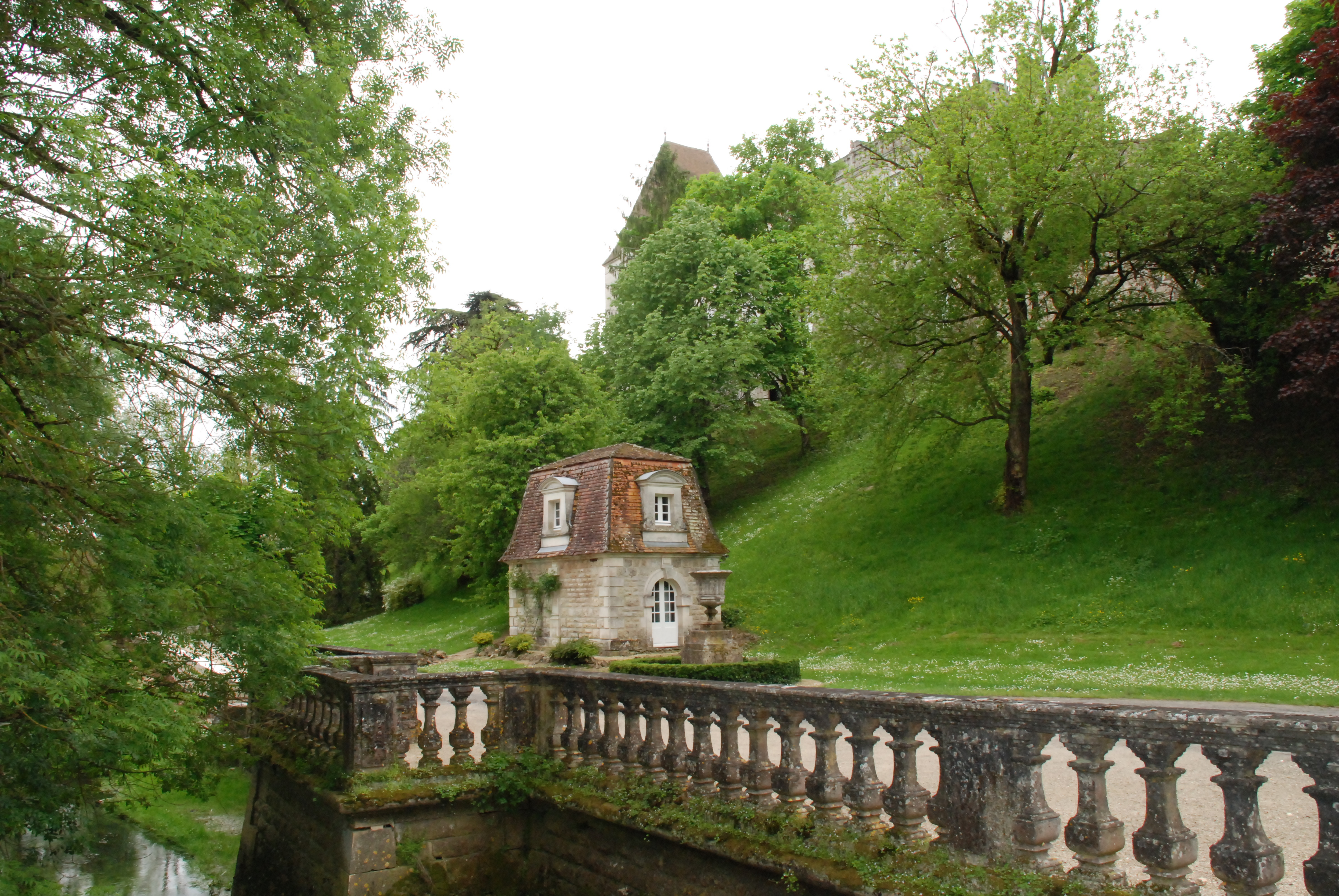
Parc et pavillon